# Aytré
Aytré is een gemeente in het Franse departement Charente-Maritime in de regio Nouvelle-Aquitaine. De gemeente telde 9.759 inwoners op 1 januari 2022. De plaats maakt deel uit van het arrondissement La Rochelle. In de gemeente ligt spoorwegstation Aytré-Plage.

## Geschiedenis
In de Gallo-Romeinse periode waren hier landbouwondernemingen. Er werd vooral aan wijnbouw gedaan. In 2004 is de villa rustica van Bongraine (1e tot 5e eeuw) opgegraven door archeologen.
In de middeleeuwen behoorde La Salle d’Aytré tot de baronie Châtelaillon. Al in de 10e eeuw was er een eerste kerk in Aytré. De plaats had geregeld te lijden onder oorlogsgeweld bij de verschillende belegeringen van La Rochelle. In 1572 vernielden de protestantse inwoners van La Rochelle het katholiek gebleven dorp Aytré. In 1604 was er een pestuitbraak in het dorp. Koning Lodewijk XIII en kardinaal de Richelieu met een leger van 20.000 man verbleven in Aytré tijdens het Beleg van La Rochelle (1627-1628).
In 1858 werd het spoorwegstation van La Rochelle gebouwd op een terrein dat tot dan behoorde tot de gemeente Aytré.
Traditioneel leefde de bevolking van de visserij, de zoutwinning en de landbouw. De wijnteelt was belangrijk tot de druifluis in 1870 deze teelt wegvaagde. Tijdens het interbellum werd een fabriek voor spoorwegwagons en rollend materiaal gebouwd door de Entreprises Industrielles Charentaises (E.I.C.). Deze fabriek telde verschillende eigenaars en werd eigendom van Alstom. Er kwam nog industrie en er werden arbeiderswijken gebouwd. De landbouw verdween bijna volledig uit de gemeente. In 1993 vervoegde Aytré als grootste voorstad van La Rochelle de Communauté d’Agglomération de La Rochelle.

## Geografie
De oppervlakte van Aytré bedroeg op 1 januari 2022 12,22 vierkante kilometer; de bevolkingsdichtheid was toen 798,6 inwoners per km². Aan de Anse de Godechaud bevindt zich een 3,5 km lang zandstrand.
De onderstaande kaart toont de ligging van Aytré met de belangrijkste infrastructuur en aangrenzende gemeenten.

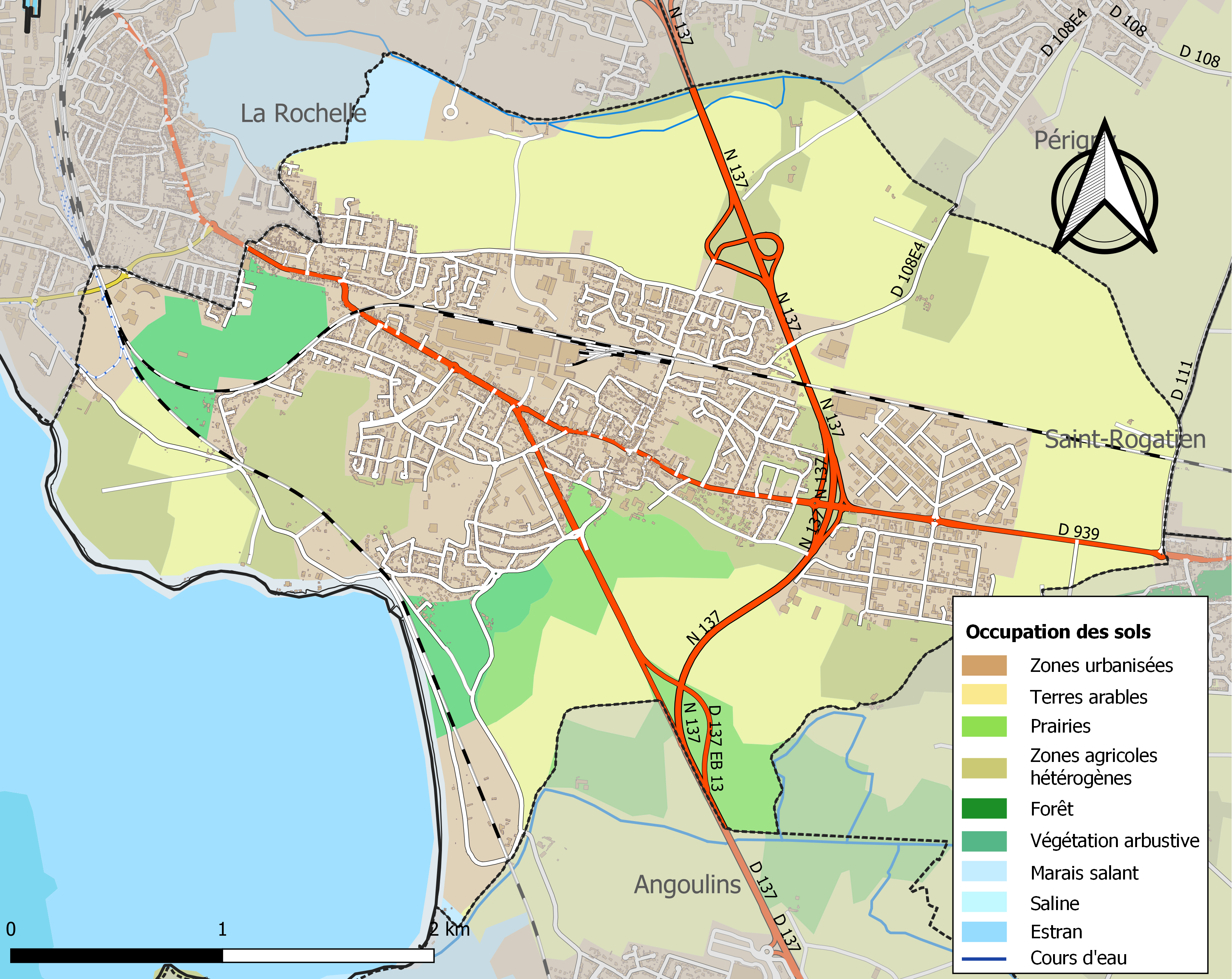

## Demografie
Onderstaande figuur toont het verloop van het inwonertal (bron: INSEE-tellingen).